# Пірникоза велика
Пірни́коза велика, або норець великий (Podiceps cristatus) — вид водоплавних птахів родини пірникозових.
Птах розміром з крижня — найбільший, найпоширеніший і найвідоміший представник цієї родини водоплавних птахів. Гніздиться на прісноводних озерах, великих ставках з очеретяними берегами, плесах річок. Особливо вражають їхні залицяння (найбільше, так звана поза пінгвіна, коли птахи підіймаються з води майже вертикально один перед одним, швидко гребучи ногами), що відбувається на відкритій воді та за яким легко спостерігати.
Середній вік пірникози становить 6—7 років, найстарша відома особина Європи, прожила 19 років і три місяці.

## Опис
Розміром пірни́коза велика дещо менша від качки. Вага 800—1500 г, розмах крил 85—90 сантиметрів.

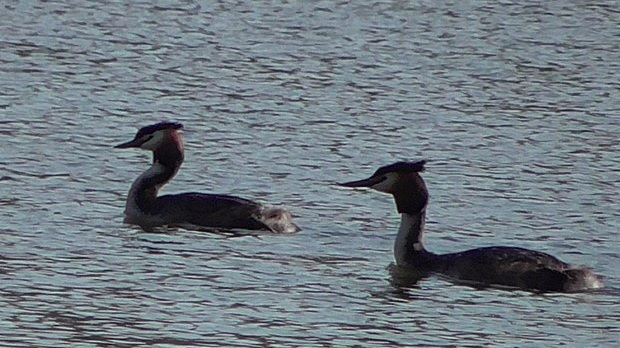
Пірникозу велику важко сплутати з якимось іншим птахом

 Птах має тонку шию і довгий прямий дзьоб. У позашлюбний період спина сірувато-бура; черево, шия спереду, щоки, горло і вуздечка білі. У весняному оперенні на голові у пірникози великої з'являються два пучки темних пер, які схожі на «вушка», і рудий з чорним «комірець» позаду щік. Взимку цих оздобних пер у птахів немає.
Літають пірникози не дуже охоче, але швидко. Взагалі, єдиний час, коли пірникоза погоджується летіти, це якраз в час перельоту у теплі краї. Летить досить низько, швидко рухаючи крилами, витягнувши шию та ноги. Ноги є кермом, як у повітрі, так і у воді. У польоті птах має витягнутий вигляд, а його хвіст здається відсутнім.
Пірникоза, досить боязкий птах. Цей чудовий плавець і пірнальник може занурюватися на глибину до 20 метрів (зазвичай 4—6 м) якнайбільше на 3 хвилини. Він також здатний проплисти кілька десятків метрів під водою. Як і багатьом іншим тваринам, пірникозам притаманна агоністична поведінка.

### Голос
У шлюбний період пірникоза велика подає голосні крики «куа», «круа» «корр».

## Поширення
Заселяє ставки та озера по всій Євразії, окрім найпівнічніших областей, Австралії і Новій Зеландії. Трапляється місцями в Африці. В Україні гніздиться на всій території, крім гір; мігрує скрізь; регулярно зимує біля морського узбережжя, зрідка — на незамерзлих внутрішніх водоймах.
Європейська популяція пірникоз становить від 300 000 до 450 000 пар, що розмножуються. Країни з більш ніж 15 000 пар птахів — це  Україна, Фінляндія, Литва, Польща, Румунія та Швеція. У Центральній Європі гніздяться від 63 000 до 90 000 пар, котрі розмножуються. Літні популяції також містять більшість негніздових особин. Найбільша ж кількість птахів перебуває в європейській частині Російської Федерації, де зустрічається від 90 000 до 150 000 пар, що розмножуються.
Пірникоза велика — один із видів, на яких зміна клімату особливо вплине. Дослідницька група, уповноважена Британським агентством з охорони навколишнього середовища та Королівським товариством захисту птахів для вивчення майбутнього розподілу європейських птахів що гніздяться, на основі кліматичних моделей передбачає, що до кінця 21 сторіччя ареал цього виду значно зміниться. За цим прогнозом ареал скоротиться приблизно на третину і водночас переміститься на північний схід. Натомість втратиться більша частина ареалу поширення на Піренейському півострові, на північному узбережжі Середземного моря та у Франції.
Оскільки риба є основним джерелом їжі, велика пірникоза переслідується з незапам'ятних часів. Найбільшу загрозу становлять рибалки та любителі водних видів спорту, які все частіше відвідують невеликі водойми та їх берегові зони, через це птах стає все більш рідкісним, попри законодавчу охорону природи.

## Поведінка

### Живлення

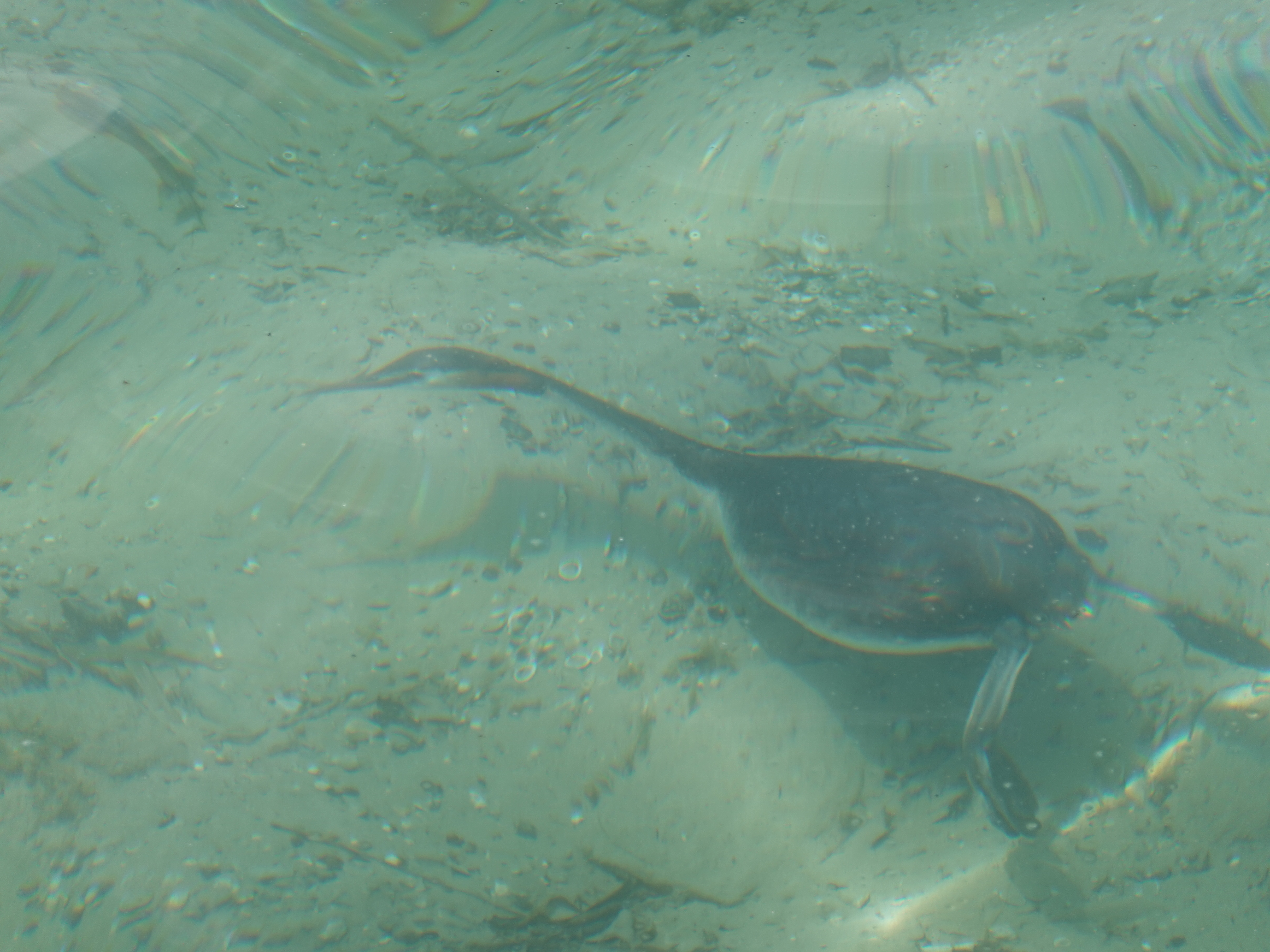
Пірникоза під водою

Велика чубата пірникоза харчується переважно різноманітною дрібною рибкою, личинками комах, ракоподібними та молюсками. Розміри риби становлять зазвичай від 5 до 20 см. Дорослі також можуть іноді їсти маленьких жаб, водорості та інші рослини. Щоби знайти собі здобич, велика чубата пірникоза часто пірнає під воду; потім вона може обстежувати дно власним довгим дзьобом або пильнувати водних дрібних тварин з поверхні води, вплав.
Їхня звична здобич із прісноводних риб — короп, плітка, сиг, бичок, окунь, щука та судак. Але до їх уподобань також входять пуголовки, жаби, ракоподібні, павуки, водяні комахи та насіння. Більш докладні дослідження показали, що існують значні відмінності у живленні між окремими популяціями. Існують окремі популяції, для яких влітку корм із риби не відіграє великої ролі, а основною їжею є жуки та клопи. Добова їхня потреба становить близько 200 грамів. Молодь спочатку годують комахами. Крім того, як і у багатьох пірникоз, також можна спостерігати поїдання пір'я. Навіть молодих птахів час від часу годують пір'ям. У місцях зимівлі вони харчуються лише рибою. У солоній воді більшу частину їхньої здобичі становлять бичкові, оселедці, колючкові, тріска та короп.

### Розмноження

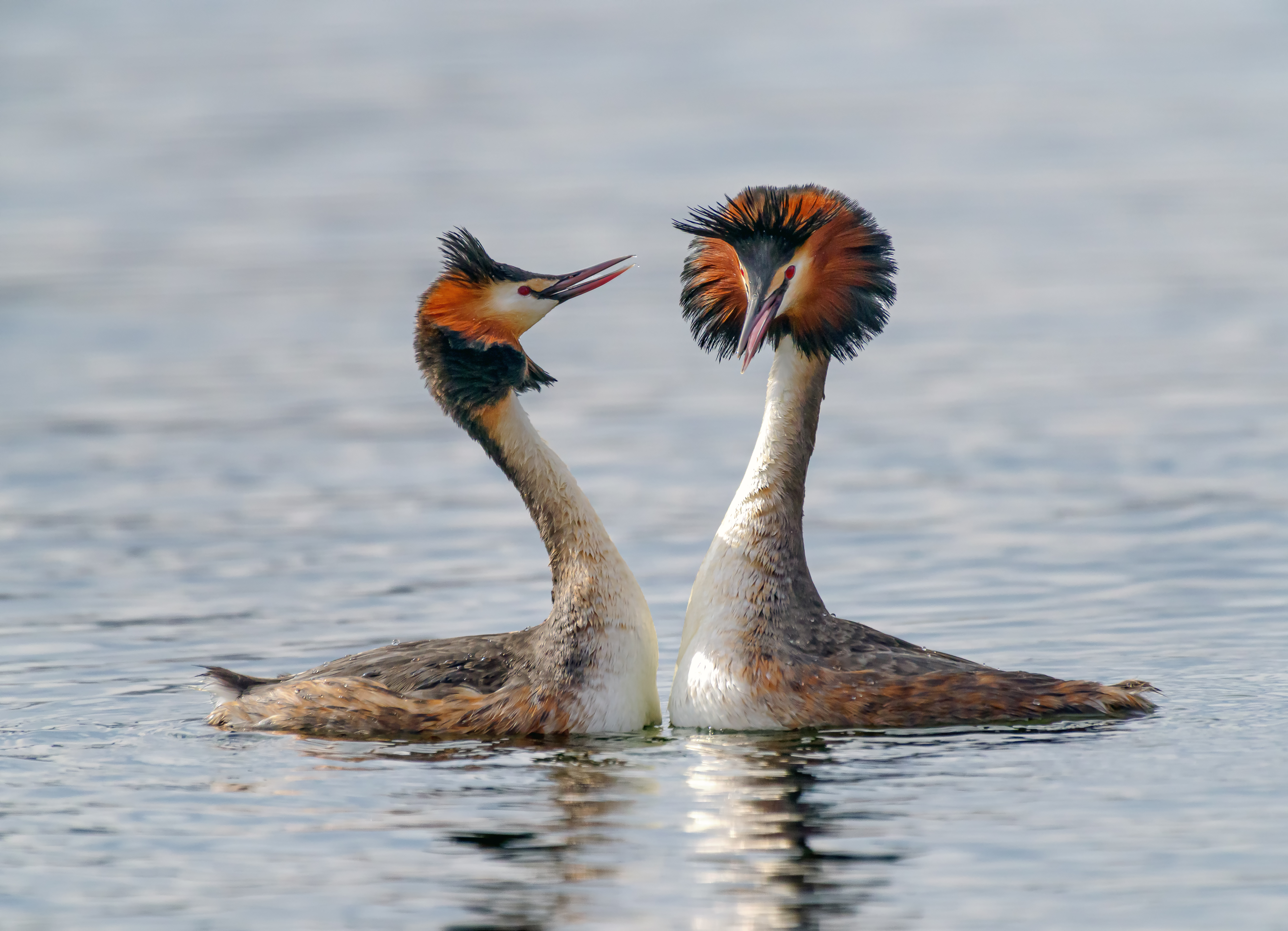
Пара у шлюбному вбранні

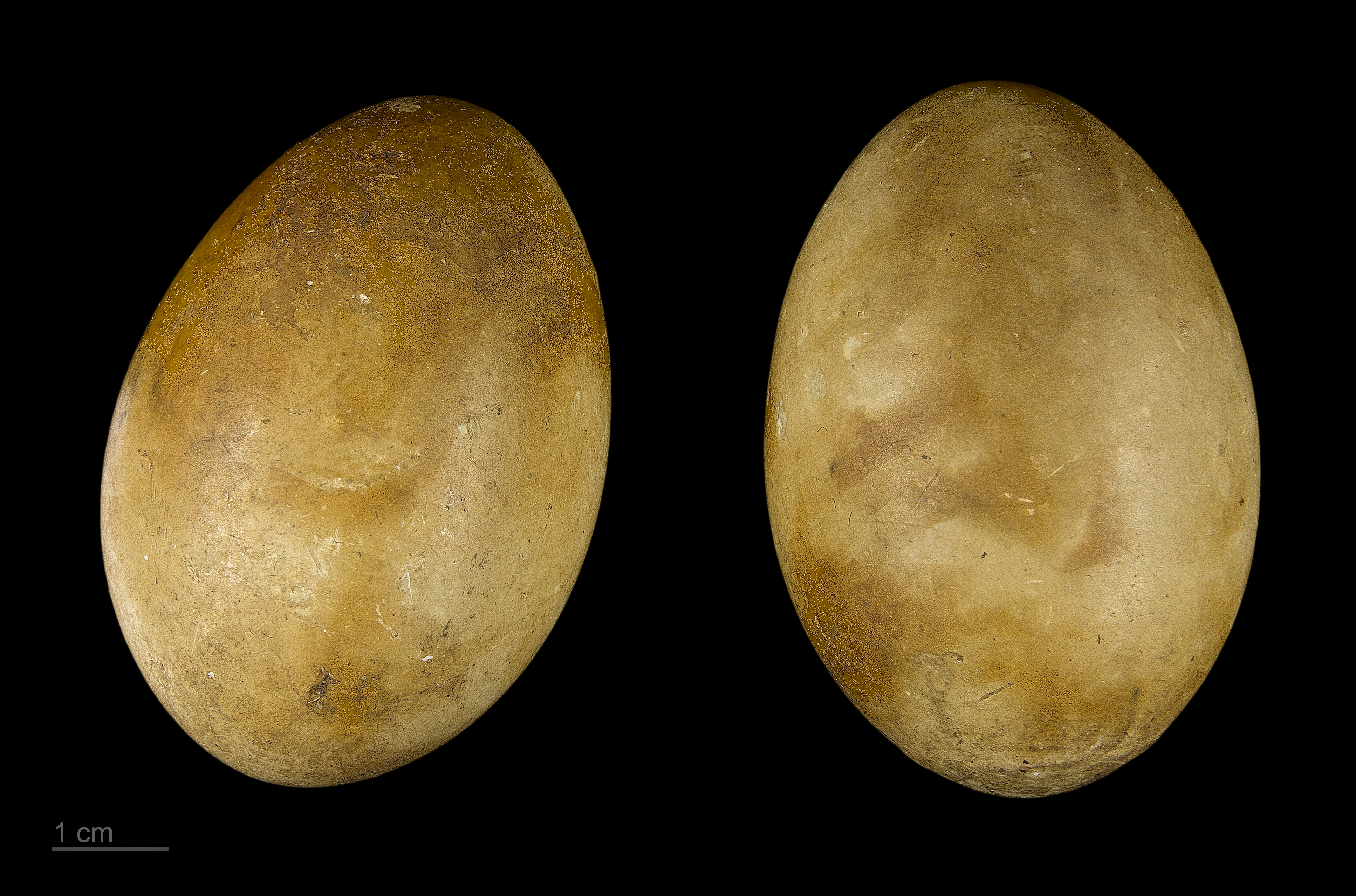
Яйце Podiceps cristatus в оологічній колекції, Тулузький музей

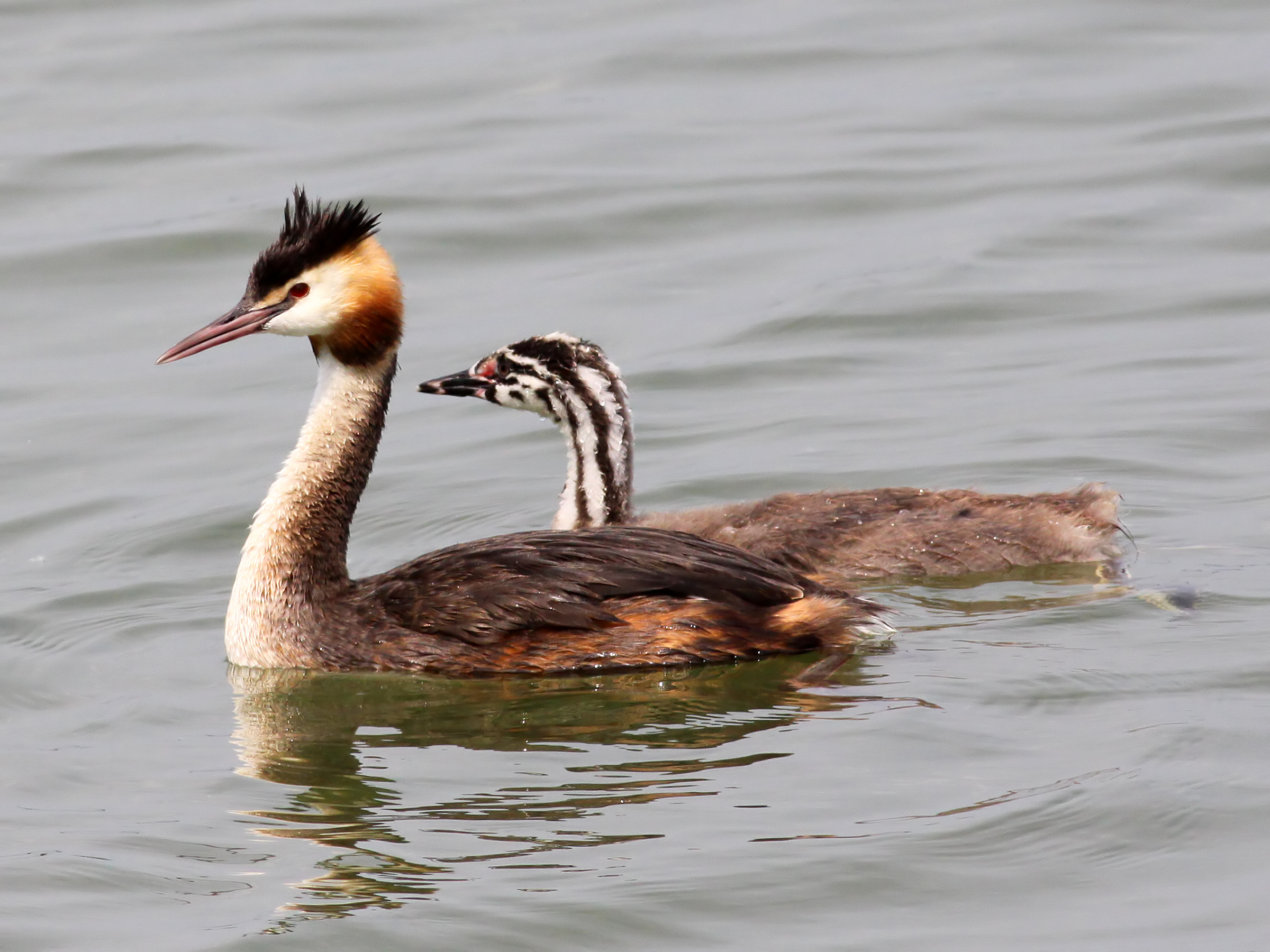
Молода пірникоза із дорослим птахом

У Європі на свої місця гніздувань птахи прилітають в середині березня — квітні. Шлюбні ігри норців великих, відбуваються на воді і є дуже незвичайними та видовищними завдяки чіткій послідовності поз, які одночасно представляють птахи. Вони пливуть одне до одного, пір'я комірця розпущене, птахи трясуть головами та спливаються впритул. Потім встають у воді вертикально, тримаючи в дзьобі пучки водоростей і пропонують один одному як подарунок. Пірникози будують плавуче гніздо до 60 см в діаметрі та до 80 см заввишки, куди відкладають 3—4 чисто-білих яйця і є дуже дбайливими батьками. Дорослі особини наповнюють неглибоку чашу рослинами, які використовуються для покриття яєць, якщо батьки ненадовго відсутні у гнізді. Проте від близькості згнилих рослин яйця незабаром стають буруватого кольору (що зрештою робить їх менш помітними). Пташенята вилуплюються через 24 дні, вони вже вкриті пухом і здатні плавати. Пташенята ховаються у пір'ї на спині матері, там же і приймають їжу від батька. Пташенята стають на крило у віці 2,5 місяців.
Повне линяння від шлюбного до звичайного оперення, починається вже під час сезону розмноження у червні й може тривати до грудня для деяких особин. Однак зазвичай воно завершується до кінця вересня або початку жовтня. Під час цього линяння велика пірникоза втрачає всі первинні ознаки водночас, і не може літати протягом приблизно чотирьох тижнів. Самці зазвичай починають линяти трохи раніше самиць.